# Gabriel Szurdi
Gabriel Szurdi (* 1. listopadu 1971) je bývalý slovenský fotbalový brankář.

## Fotbalová kariéra
V československé lize hrál za Inter Bratislava. Nastoupil ve 2 ligových utkáních. V Poháru UEFA nastoupil ve 1 utkání.

## Ligová bilance
| Ročník                                   | Zápasy | Góly |                  |
| ---------------------------------------- | ------ | ---- | ---------------- |
| 1. československá fotbalová liga 1990/91 | 2      | 0    | Inter Bratislava |
| CELKEM                                   | 2      | 0    |                  |